# Lacerta mostoufii
Lacerta mostoufii este o specie de șopârle din genul Lacerta, familia Lacertidae, ordinul Squamata, descrisă de Baloutch 1976. Conform Catalogue of Life specia Lacerta mostoufii nu are subspecii cunoscute.